# La Ferté-Hauterive
Pour les articles homonymes, voir La Ferté (homonymie) et Hauterive.
La Ferté-Hauterive est une commune française située dans le département de l'Allier, en région Auvergne-Rhône-Alpes.
Ses habitants, au nombre de 260 au recensement de 2022, sont appelés les Fertéens et les Fertéennes.

## Géographie

### Localisation
La Ferté-Hauterive se situe au centre-est du département de l'Allier, environ à mi-chemin entre Vichy et Moulins, en Sologne bourbonnaise.

### Communes limitrophes
Six communes sont limitrophes de La Ferté-Hauterive : Bessay-sur-Allier, Saint-Gérand-de-Vaux, Saint-Loup, Contigny, Monétay-sur-Allier et Châtel-de-Neuvre. Il existe un quadripoint avec Chemilly.
|                    | Chemilly (quadripoint) Bessay-sur-Allier |                                 |
| Châtel-de-Neuvre   | La Ferté-Hauterive                       |                                 |
| Monétay-sur-Allier | Contigny                                 | Saint-Gérand-de-Vaux Saint-Loup |

### Hydrographie
La commune est traversée par la rivière Allier et, au sud de la commune par la Sioule avant qu'elle ne rejoigne l'Allier.

### Climat
Pour des articles plus généraux, voir Climat d'Auvergne-Rhône-Alpes et Climat de l'Allier.
En 2010, le climat de la commune est de type climat océanique dégradé des plaines du Centre et du Nord, selon une étude du CNRS s'appuyant sur une série de données couvrant la période 1971-2000. En 2020, Météo-France publie une typologie des climats de la France métropolitaine dans laquelle la commune est exposée à un climat océanique altéré et est dans la région climatique Centre et contreforts nord du Massif Central, caractérisée par un air sec en été et un bon ensoleillement.
Pour la période 1971-2000, la température annuelle moyenne est de 11,1 °C, avec une amplitude thermique annuelle de 16,1 °C. Le cumul annuel moyen de précipitations est de 770 mm, avec 10,8 jours de précipitations en janvier et 7,2 jours en juillet. Pour la période 1991-2020, la température moyenne annuelle observée sur la station météorologique de Météo-France la plus proche, sur la commune de Louchy-Montfand à 12 km à vol d'oiseau, est de 11,9 °C et le cumul annuel moyen de précipitations est de 740,6 mm,. Pour l'avenir, les paramètres climatiques de la commune estimés pour 2050 selon différents scénarios d'émission de gaz à effet de serre sont consultables sur un site dédié publié par Météo-France en novembre 2022.

## Urbanisme

### Typologie
Au 1er janvier 2024, La Ferté-Hauterive est catégorisée commune rurale à habitat dispersé, selon la nouvelle grille communale de densité à 7 niveaux définie par l'Insee en 2022.
Elle est située hors unité urbaine. Par ailleurs la commune fait partie de l'aire d'attraction de Moulins, dont elle est une commune de la couronne,. Cette aire, qui regroupe 64 communes, est catégorisée dans les aires de 50 000 à moins de 200 000 habitants,.

### Occupation des sols

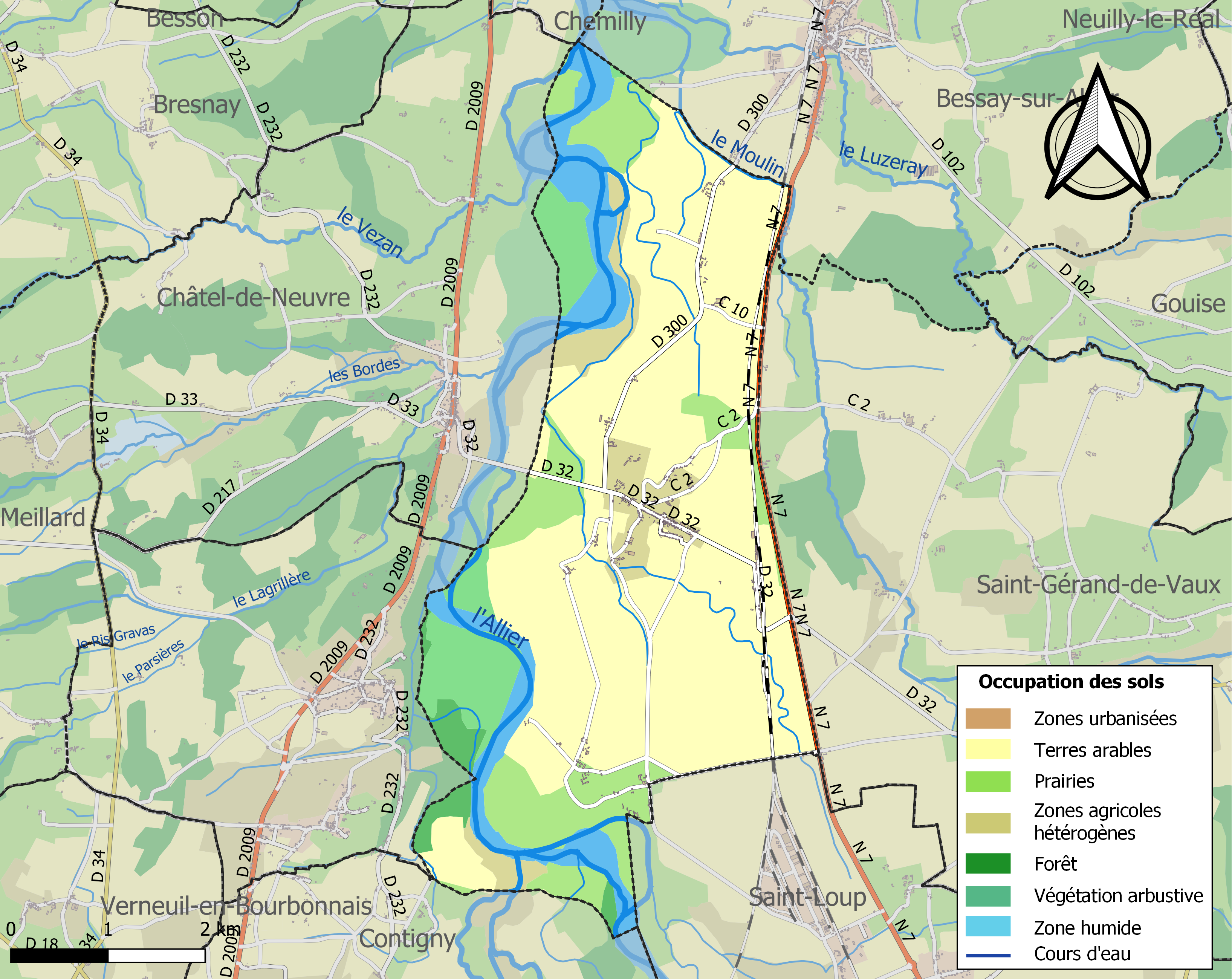
Carte des infrastructures et de l'occupation des sols de la commune en 2018 (CLC).

L'occupation des sols de la commune, telle qu'elle ressort de la base de données européenne d’occupation biophysique des sols Corine Land Cover (CLC), est marquée par l'importance des territoires agricoles (81,3 % en 2018), en diminution par rapport à 1990 (82,4 %). La répartition détaillée en 2018 est la suivante : terres arables (60,3 %), prairies (14,2 %), eaux continentales (9,4 %), milieux à végétation arbustive et/ou herbacée (7 %), zones agricoles hétérogènes (6,8 %), forêts (2,3 %).
L'IGN met par ailleurs à disposition un outil en ligne permettant de comparer l’évolution dans le temps de l’occupation des sols de la commune (ou de territoires à des échelles différentes). Plusieurs époques sont accessibles sous forme de cartes ou photos aériennes : la carte de Cassini (XVIIIe siècle), la carte d'état-major (1820-1866) et la période actuelle (1950 à aujourd'hui).

### Voies de communication et transports
La route nationale 7 (axe Moulins – Varennes-sur-Allier – Roanne) marque la limite orientale de la commune, la séparant de Saint-Gérand-de-Vaux. La route départementale 32 traverse le village.
La ligne de Moret - Veneux-les-Sablons à Lyon-Perrache traverse  l'est du territoire communal. La gare  est actuellement fermée. Elle est l'origine d'une ligne se dirigeant vers Saint-Pourçain-sur-Sioule et à Gannat.
Les gares les plus proches sont Bessay-sur-Allier et Varennes-sur-Allier, desservies par des TER Auvergne-Rhône-Alpes reliant Moulins-sur-Allier à Clermont-Ferrand via Vichy.

## Histoire

### Préhistoire
Un dépôt de l'âge du bronze final, trouvé en 1853, témoigne d'une occupation ancienne. Le dépôt comportait une quarantaine d'objets en bronze (fers de lance, haches, bracelets, pendeloques, etc.), qui sont conservés au musée Anne-de-Beaujeu de Moulins.

### Époque contemporaine
Le 18 janvier 1941, à la gare de La Ferté-Hauterive (dans sa voiture-salon) le maréchal Pétain rencontra son ex-ministre des Affaires étrangères, Pierre Laval, qu'il avait chassé du pouvoir le 13 décembre 1940. Selon Laval, cette rencontre servit à réconcilier les deux hommes. Pétain n'envisagea pas pour autant de le rappeler au gouvernement.

## Politique et administration

### Découpage territorial
Par arrêté préfectoral du 2 janvier 2024, la commune est retirée le 1er janvier 2024 de l'arrondissement de Moulins et rattachée à l'arrondissement de Vichy.

### Liste des maires
| Période                                  | Période                       | Identité         | Étiquette | Qualité                           |
| ---------------------------------------- | ----------------------------- | ---------------- | --------- | --------------------------------- |
| Les données manquantes sont à compléter. |                               |                  |           |                                   |
| mars 1977                                | mars 2008                     | Gérard Larat     |           |                                   |
| mars 2008                                | ? (démission)                 | Rolande Sarrazin |           | Retraitée de la fonction publique |
| 10 janvier 2023                          | En cours (au 25 juillet 2024) | Patricia Dechet  |           |                                   |

## Population et société

### Démographie
Ses habitants sont appelés les Fertéens et les Fertéennes.
L'évolution du nombre d'habitants est connue à travers les recensements de la population effectués dans la commune depuis 1793. Pour les communes de moins de 10 000 habitants, une enquête de recensement portant sur toute la population est réalisée tous les cinq ans, les populations de référence des années intermédiaires étant quant à elles estimées par interpolation ou extrapolation. Pour la commune, le premier recensement exhaustif entrant dans le cadre du nouveau dispositif a été réalisé en 2005.

En 2022, la commune comptait 260 habitants, en évolution de −11,56 % par rapport à 2016 (Allier : −1,38 %, France hors Mayotte : +2,11 %).
| 1793 | 1800 | 1806 | 1821 | 1831 | 1836 | 1841 | 1846 | 1851 |
| ---- | ---- | ---- | ---- | ---- | ---- | ---- | ---- | ---- |
| 314  | 321  | 444  | 401  | 448  | 451  | 453  | 464  | 524  |

| 1856 | 1861 | 1866 | 1872 | 1876 | 1881 | 1886 | 1891 | 1896 |
| ---- | ---- | ---- | ---- | ---- | ---- | ---- | ---- | ---- |
| 544  | 503  | 499  | 575  | 586  | 596  | 570  | 581  | 590  |

| 1901 | 1906 | 1911 | 1921 | 1926 | 1931 | 1936 | 1946 | 1954 |
| ---- | ---- | ---- | ---- | ---- | ---- | ---- | ---- | ---- |
| 592  | 581  | 562  | 582  | 468  | 486  | 422  | 459  | 445  |

| 1962 | 1968 | 1975 | 1982 | 1990 | 1999 | 2005 | 2006 | 2010 |
| ---- | ---- | ---- | ---- | ---- | ---- | ---- | ---- | ---- |
| 434  | 415  | 338  | 355  | 273  | 285  | 273  | 270  | 298  |

| 2015 | 2020 | 2022 | - | - | - | - | - | - |
| ---- | ---- | ---- | - | - | - | - | - | - |
| 295  | 271  | 260  | - | - | - | - | - | - |

## Culture locale et patrimoine

### Lieux et monuments

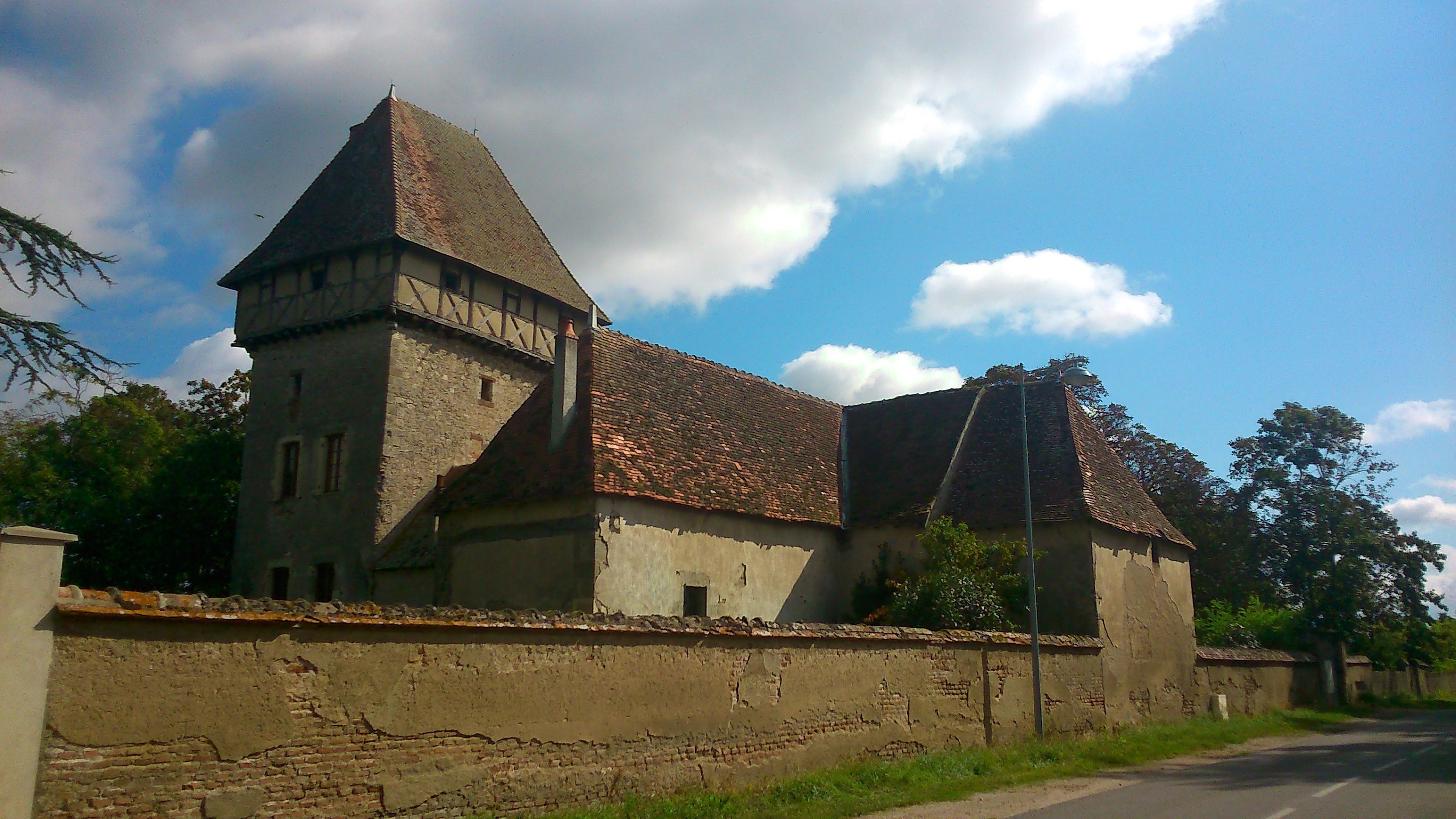
Le prieuré-donjon.

- Prieuré-donjon. Sur une hauteur de la rive droite de l'Allier, donjon carré accolé à un logis bas récent[23].
- Château des Écherolles.
- Église Saint-Pierre (XVIIIe siècle). Style néo-roman. Nef à quatre travées, transept saillant, chevet comprenant une abside et deux absidioles. Construction en briques polychromes couverte d'une toiture en ardoises.

### Héraldique
|  | Les armes de la commune se blasonnent ainsi : D’argent à la fasce ondée d’azur et aux deux clés de sable passées en sautoir brochant sur le tout, chaussé de sinople chargé à dextre d’un épi de blé d’or et à senestre d’un épi de maïs du même posé en barre ; au chef bastillé de trois pièces de gueules chargé de trois fleurs de lys d’or. |